# Grenette et casino de Morges
Ne doit pas être confondu avec Casino de Morges.
 (septembre 2023).
L'ancienne Grenette et casino de Morges (rue Louis-de-Savoie 68) est élevée en 1822-1827 en annexe à l'hôtel de ville pour abriter le marché aux céréales au rez-de-chaussée, ainsi que des salles de réunion et bibliothèque à l'étage. Cet édifice protégé sert aujourd’hui de bâtiment administratif pour la commune vaudoise de Morges, en Suisse.

## Histoire
Le marché au blé a été longtemps intégré au bâtiment de l'hôtel de ville, mais en 1820 la commune acquiert trois maisons privées contiguës à ce dernier, à l'angle de la place du Marché et de la rue Louis-de-Savoie. On projette en effet de remplacer ces immeubles caducs par un édifice spécifiquement destiné au marché et à des activités culturelles. L’architecte Henri Perregaux en élabore les plans et dirige le chantier de 1822 à 1827. Conformément à une typologie fréquente des marchés, l’édifice était entièrement ouvert au rez-de-chaussée au moyen d’arcades néoclassiques qui ne sont pas sans rapport avec celles de l’hôtel de ville de Thonon-les-Bains, élevé par le même bâtisseur. Largement ouvert, donc, ce rez-de-chaussée a servi de marché couvert de 1825 à 1897. Le premier étage, loué à une société privée, dite du Casino [sans jeux d’argent], comportait une grande salle de spectacle. Celle-ci a été convertie en 1837 pour le tribunal de district, tandis que le second étage logeait la bibliothèque municipale. En 1897, le rez-de-chaussée est fermé afin d'abriter, pour un certain temps, le bureau de poste. L'ensemble des locaux a été progressivement transformé pour abriter l’administration communale.
L’édifice a fait l’objet d’une importante restauration achevée en 2013 (Jean-Baptiste Ferrari, architecte).